# Norfolk
För andra betydelser, se Norfolk (olika betydelser).
Norfolk är ett ceremoniellt och administrativt grevskap i östra England. Det är ett av de största engelska grevskapen till ytan och ligger i den del av landet som brukar benämnas East Anglia. Administrativ huvudort är katedralsstaden Norwich.
Större delen av Norfolk kännetecknas av platt jordbruksbygd. Jordbruket är också ett av grevskapets viktigaste näringar. Norfolks kust mot Nordsjön är lång. I nordöstra delen av Norfolk ligger området The Broads, ett sjösystem som är populärt bland naturälskare och båtfolk.
I västra delen av grevskapet hittar man Sandringham House, ett av den brittiska kungliga familjens "officiella" slott.
Den högadliga titeln hertig av Norfolk, Duke of Norfolk, lever fortfarande kvar och innehas för närvarande av den 18:e hertigen av Norfolk.

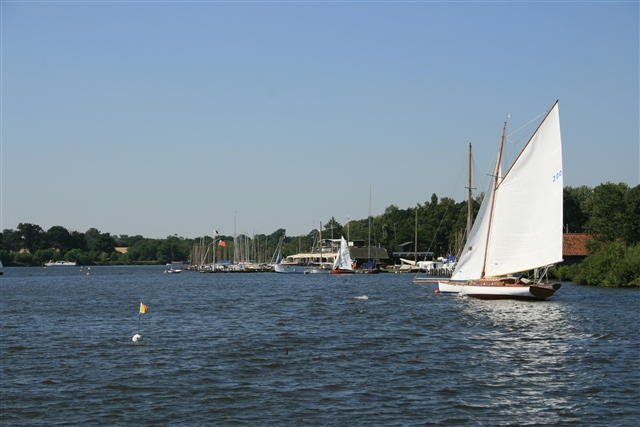
The Broads är ett sjö- och våtmarksområde i Norfolk som är populärt bland båtfolk. Området är också känt för sin flora och sitt fågelliv.

## Administrativ indelning
Det administrativa grevskapet Norfolk omfattar hela det ceremoniella grevskapet Norfolk. Det är indelat i sju distrikt.
| Nr | Distrikt                     | Karta |
| -- | ---------------------------- | ----- |
| 1  | Norwich                      |       |
| 2  | South Norfolk                |       |
| 3  | Great Yarmouth               |       |
| 4  | Broadland                    |       |
| 5  | North Norfolk                |       |
| 6  | King's Lynn and West Norfolk |       |
| 7  | Breckland                    |       |